# Deogyeon-dong
Deogyeon-dong (koreanska: 덕연동) är en stadsdel i staden Suncheon i provinsen Södra Jeolla i den södra delen av Sydkorea, 295 km söder om huvudstaden Seoul.